# 寶騰Putra
寶騰Putra（又名寶騰王子）是馬來西亞寶騰汽車於1996年至2001年之間所換牌生產的運動型雙門轎跑車，同時也是該公司生產的第五款汽車，第一代車型由第四代三菱Mirage Asti換牌生產。

## 歷史
1996年11月，寶騰汽車以第四代三菱Mirage Asti為原型，推出第一代Putra，由於當時該公司亟需要一款運動型雙門轎跑車來擴充產品陣容，就利用與三菱合作的關係並且與Wira車系一樣並自行修改儀表板、進氣格柵、引擎蓋等處之外觀設計，並沿用第四代Mirage四門凹背車的頭燈、前保桿、前擋泥板及第四代Mirage Asti的尾燈及後保險桿推出市面。
動力心臟方面僅提供1.8L直列四缸DOHC 4G93型引擎，其最大馬力為140 PS，峰值扭力164 Nm，因為車重只有1,007公斤的關係0-100的加速表現為9秒，極速可以達到時速220，共同搭配的變速系統則有五速手動排檔及四速INVECS自動排檔兩種。

## 相關衍生車款
寶騰Putra與其他兄弟車共用引擎、變速箱、懸吊系統、煞車制動系統、轉向系統等主要元件，這些兄弟車包括：
1. 寶騰Wira（四門轎車及五門斜背車型，原型車為第四代三菱Lancer及三菱Mirage）
2. 寶騰Satria（三門掀背車型，原型車為第四代三菱Mirage Colt）
3. 寶騰Arena（英语：Proton Arena）（雙門多功能轎跑車（英语：Coupé utility）或轎式皮卡貨車）

## 備註
1. ↑  . prpm.dbp.gov.my.   [8 December 2016]. （原始内容存档于2016-12-20）.
2. ↑  . corporate.proton.com. （原始内容存档于2013-03-02）.
3. ↑  大马 God Car 系列： Proton Putra 1.8 4G93 （页面存档备份，存于）

## 外部連結
- Proton Holdings Berhad （页面存档备份，存于）